# Riesentaschenratte
Die Riesentaschenratte (Orthogeomys grandis), auch Hamsterratte genannt, ist eine Art der Familie Taschenratten aus Mittelamerika.

## Merkmale
Die Riesentaschenratte hat eine Kopf-Rumpf-Länge von 10 bis 35 cm, eine Schwanzlänge von 4 bis 14 cm und eine Gesamtlänge von 14 bis 49 cm. Ihr Gewicht beträgt 300–900 Gramm. Damit gehört sie zu den größten Taschenratten.

## Verbreitung und Lebensraum
Das Areal der Riesentaschenratte reicht von Jalisco in Mexiko über Guatemala und El Salvador bis zum nördlichen Teil von Honduras. Sie besiedelt bewaldete und landwirtschaftlich genutzte Gebiete von Meereshöhe bis zu einer Höhe von 2700 Metern.

## Lebensweise
Wie andere Taschenratten auch baut die Riesentaschenratte ein Höhlensystem mit ihren kräftigen, bekrallten Vorderfüßen. Sie frisst Wurzeln, Zwiebeln und andere unterirdische Pflanzenteile und kommt nachts auch an die Oberfläche, um Stängel und Triebe zu suchen, die sie in den mit Fell ausgekleideten Backentaschen zu ihrem Bau bringt. Die Tiere sind Einzelgänger und bilden nur zur Fortpflanzungszeit Gruppen aus einem Männchen und vier Weibchen. Zwei oder mehr Junge werden in einer mit Gras ausgekleideten Nistkammer im untersten Bereich des Baues geboren.